# تستیبور (ناحیه بنشوف)
تستیبور (به چکی: Ctiboř) یک منطقهٔ مسکونی در جمهوری چک است که در ناحیه بنشوو واقع شده‌است.